# اپرا در جمهوری آذربایجان

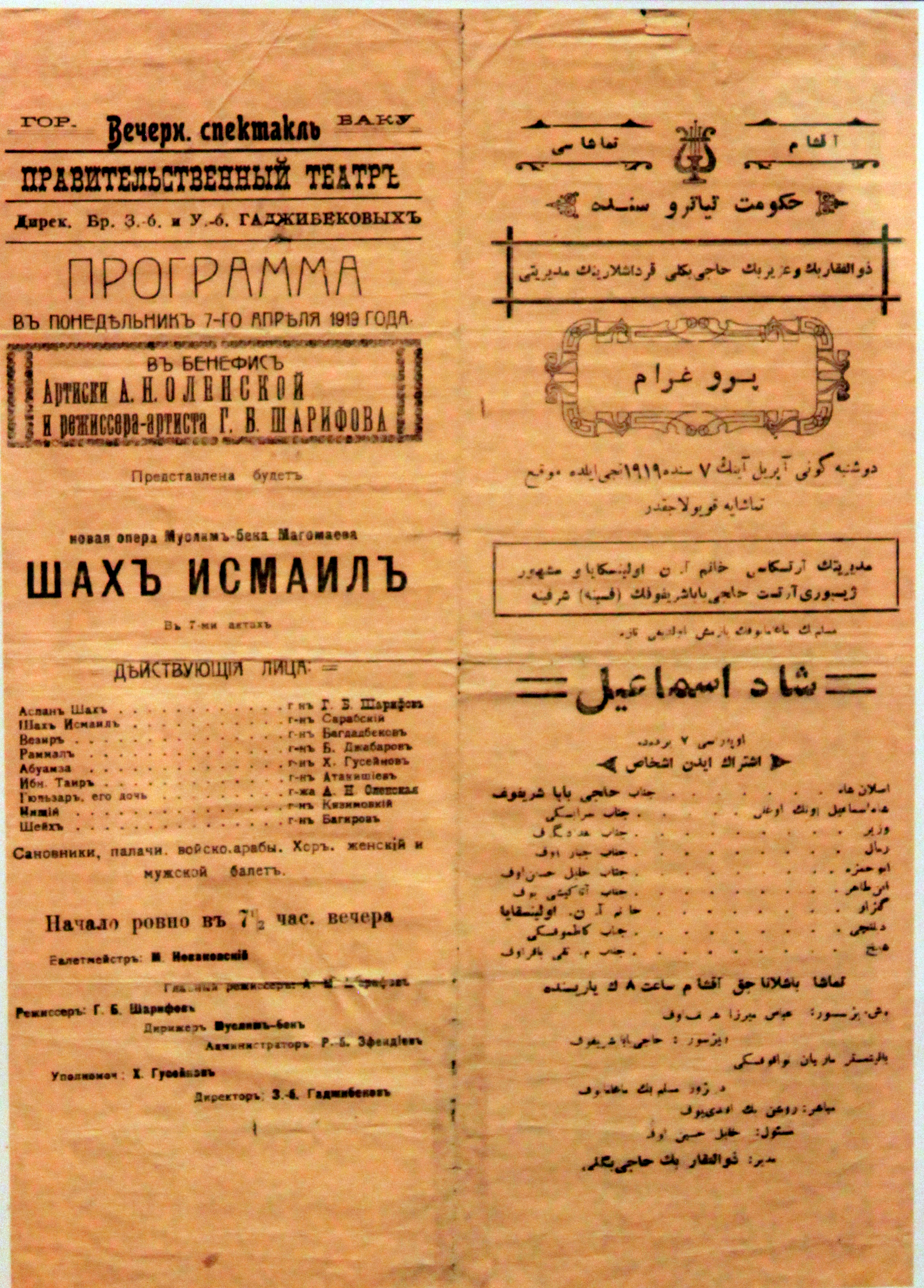
پوستر تبلیغ برگزاری اولین اپرا در آذربایجان که اولین اپرای تاریخ اسلام نیز محسوب میشود.

اپرا در جمهوری آذربایجان از سال ۱۹۰۸ با نمایش اپرای لیلی و مجنون نوشته‌ی عزیر حاجی‌بیف آغاز شده‌است. این اپرا اولین اپرای جهان اسلام خوانده می‌شود. اولین اپراهای آذربایجان در تئاتر تقی‌اف به نمایش درآمده‌اند.

## آثار معروف
- لیلی و مجنون - عزیر حاجی‌بیف - ۱۹۰۸
- زن و شوهر - عزیر حاجی‌بیف - ۱۹۱۰
- مشهدی عباد - عزیر حاجی‌بیف - ۱۹۱۱
- آرشین مال آلان - عزیر حاجی‌بیف - ۱۹۱۳
- عاشق غریب - ذولفقار حاجی‌بیف - ۱۹۱۵
- شاه اسماعیل - مسلم ماقمایف (آهنگساز) - ۱۹۱۹
- نرگس - مسلم ماقمایف - ۱۹۳۵
- کوراوغلو - عزیر حاجی‌بیف - ۱۹۳۷
- وطن - قارا قارایف، جودت حاجیف - ۱۹۴۵

## خوانندگان مشهور
- بولبول محمدوف
- رشید بهبودوف
- لطفیار ایمانوف
- زینب خانلاروا